# Durlugin
Els durlugin (o dürlüqin) són un grup de tribus (ulus) mongoles organitzades després del triomf de Genguis Kan. Eren considerades de llinatge inferior a les tribus nirun (relacionades amb el ulus de Gengis Khan).
Entre les tribus dürlüqin o durluggin cal esmentar als arulat o arlad, els baya'ut, els qorolas o qorlas, els suldus, els ikiräs, i els qongirat o ongirat (també qonqurat o qongrad). Aquestos darrers feien vida nòmada una mica més al sud-est del gros de la nació, al costat del Khingan del nord, prop dels tàtars.